# Lost In The Sound Of Separation
Lost in the Sound of Separation (Traducido al español: "Perdido en el Sonido de la Separación") es el sexto álbum de estudio de la banda de metalcore/post hardcore Underoath. 
El guitarrista de la banda, Timothy McTague, dijo que el álbum sería mucho más pesado, refiriéndose al nuevo sonido que mostrarían en el nuevo álbum, apartándose del sonido suave de "Define the Great Line".
Las primeras ilustraciones del álbum, así como la imagen que se eligió para ser la versión, fueron todas hechas por el diseñador gráfico Kevin Conor. Algunas imágenes, así como algunos bocetos, pueden ser vistos aquí.
El primer sencillo del álbum es "Desperate Times, Desperate Measures". La banda estaba grabando el video para la canción en Pittsburgh, Pensilvania, el 6 de julio del 2008, pero fue cancelado por diferencias creativas. Luego, llegaron a grabar otro el 14 de julio en Los Ángeles, California.
La canción está disponible para ser escuchada desde el 21 de julio en el MySpace de la banda. 

## Listado de canciones
1. "Breathing In A New Mentality" – 2:37
2. "Anyone Can Dig A Hole But It Takes A Real Man To Call It Home" – 3:16
3. "A Fault Line, A Fault Of Mine" – 3:22
4. "Emergency Broadcast :: The End Is Near" – 5:44
5. "The Only Survivor Was Miraculously Unharmed" – 3:09
6. "We Are The Involuntary" – 4:10
7. "The Created Void" – 4:02
8. "Coming Down Is Calming Down" – 3:15
9. "Desperate Times, Desperate Measures" – 3:28
10. "Too Bright To See, Too Loud To Hear" – 4:31
11. "Desolate Earth :: The End Is Here" – 4:07

## Historial de lanzamientos
| País           | Fecha de lanzamiento |
| -------------- | -------------------- |
| Australia      | 30 de agosto         |
| Nueva Zelanda  | 30 de agosto         |
| Sudáfrica      | 1 de septiembre      |
| Reino Unido    | 1 de septiembre      |
| Canadá         | 2 de septiembre      |
| Japón          | 2 de septiembre      |
| Estados Unidos | 2 de septiembre      |
| México         | 9 de septiembre      |
| Austria        | 12 de septiembre     |
| Alemania       | 12 de septiembre     |
| Suiza          | 12 de septiembre     |
| Italia         | 19 de septiembre     |

- Datos: Q2340626